# 葉寶書
葉寶書，中國清朝官員，本籍中國浙江。1802年，葉寶書接替延青雲，於台灣擔任台灣府海防兼南路理番同知。品等為正五品的該官職隸屬於台灣府，主管全台灣船政治安業務及台灣南路之台灣原住民事務，相當於副知府。